# Oligota tantilla
Oligota tantilla är en skalbaggsart som beskrevs av Mannerheim 1843. Oligota tantilla ingår i släktet Oligota, och familjen kortvingar. Arten har ej påträffats i Sverige.